# 43rd (Wessex) Infantry Division
Die 43rd (Wessex) Infantry Division (deutsch 43. (Wessex) Infanteriedivision) war eine Division der britischen Territorial Army die im Ersten und Zweiten Weltkrieg eingesetzt wurde.

Hoheitsabzeichen der 43. Division

## Geschichte

### Aufstellungen
Im Zug der Heeresreform des Staatssekretärs für Krieg, Richard Haldane wurde die 43. Division erstmals im April 1908 aufgestellt.
Wenige Wochen nach dem Ausbruch des Ersten Weltkrieges wurde die Division am 24. September 1914 nach Britisch-Indien eingeschifft, um dort reguläre Einheiten abzulösen, die für den Einsatz in Europa bestimmt waren. Ab 9. Oktober 1914 trafen ihre Kontingente in Indien ein, wurden aber darauf für den Einsatz im Nahen Osten bestimmt.
Im Mai 1915 wurde die Brigaden der 43rd (Wessex) Division neu organisiert und für ihren Einsatz an der Mesopotamischen Front vorbereitet.
- 128th (Hampshire) Brigade
- 129th (South Western) Brigade
- 130th (Devon und Cornwall) Brigade

Als die Territorial Army nach dem Ende des Ersten Weltkrieges reorganisiert wurde, wurde 1920 auch die 43rd Division neu organisiert.
Als die Territorial Army infolge des neuen Krieges 1939 verdoppelt wurde, bildete die 43rd Division ein 'second line duplicate', die 45th (Wessex) Infantry Division.

### 1944

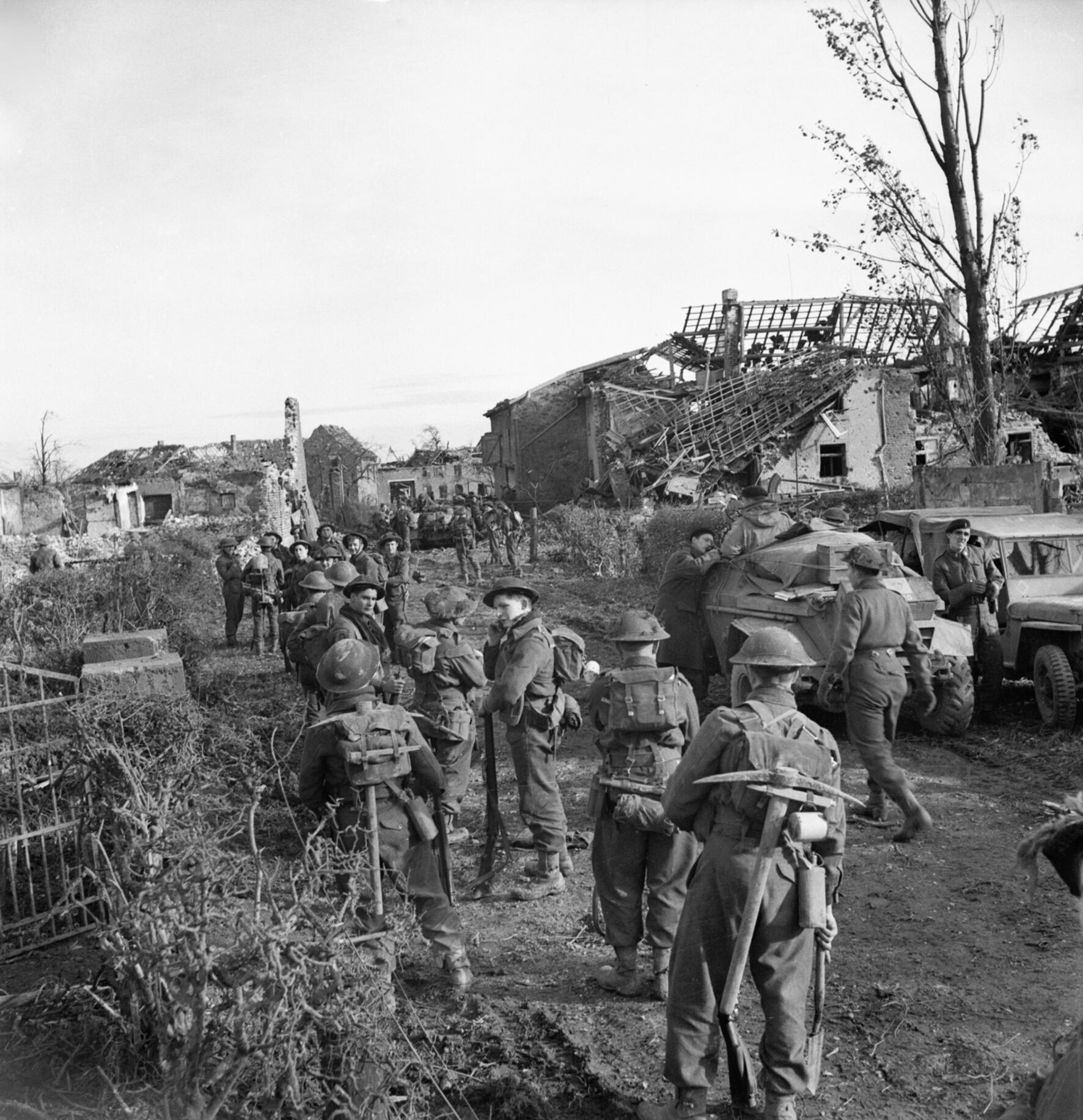
Soldaten der 43. Infanteriedivision (Ende 1944, bei Geilenkirchen)

Die Wessex-Division kämpfte nach der Landung in der Normandie ab 26. Juni 1944 im Verband des VIII. Corps in der verlustreichen Schlacht um Caen in folgender Organisation:
129th Infantry Brigade (Brigadier G.H.L. Luce)
- 4th Battalion, Somerset Light Infantry
- 4th Battalion, Wiltshire Regiment
- 5th Battalion, Wiltshire Regiment
- 94th (Dorset and Hampshire) Field Regiment, Royal Artillery

130th Infantry Brigade (Brigadier N.D. Leslie)
- 4th Battalion, Dorsetshire Regiment
- 5th Battalion, Dorsetshire Regiment
- 7th Battalion, Hampshire Regiment
- 112th (Wessex) Field Regiment, Royal Artillery

214th Infantry Brigade (Brigadier H. Essame)
- 1st Battalion, Worcestershire Regiment
- 5th Battalion, Duke of Cornwall’s Light Infantry
- 7th Battalion, Somerset Light Infantry
- 179th Field Regiment, Royal Artillery

32nd (Guards) Brigade (Brigadier G. F. Johnson)
- 1st Battalion, Welsh Guards
- 3rd Battalion, Irish Guards
- 5th Battalion, Coldstream Guards

Die Division überschritt als erste die Seine und kämpfte Ende September bei der Operation Market Garden. Im Rahmen des XXX. Corps eingesetzt, hatte die 43rd Division den Vorstoß der Guards Armoured Division zu unterstützen, dabei misslang die geplante Eroberung der Brücke von Arnheim. Nach Market Garden beteiligte sich die 214th Brigade am Angriff der 84th US-Infantry Division in der Operation Clipper und griff mit geringem Kontingent auch bei der alliierten Gegenoffensive bei der Ardennenschlacht ein.

### 1945
Im Januar 1945 kämpfte sie bei der Operation Blackcock (Eroberung des 'Rur-Dreiecks’ etwa zwischen den Städten Roermond, Sittard und Heinsberg vom 14. bis 26. Januar 1945).
Am 23. März 1945 begann die Operation Plunder, als Reserve des XXX. Corps folgte die 43rd Division dem Rheinübergang der 51st (Highland) Division bei Rees. Sie zog im April 1945 im Emsland über Lingen, Haselünne, Löningen und Cloppenburg zur Weser. Am Ende des Zweiten Weltkrieges stand sie bei Cuxhaven.

## Kommandeure
- Brigadier-General William J. Kirkpatrick (April – Dezember 1908)
- Major-General Charles J. Blomfield (Januar 1909 – Februar 1911)
- Major-General Colin G. Donald (Februar 1911 – November 1914)
- Major-General Sir C.P. Amyatt Hull (Juni 1919 – September 1920)
- Major-General Sir Louis J. Bols (September 1920 – September 1924)
- Major-General Sir Edward Northey (September 1924 – Oktober 1926)
- Major-General Sir George D. Jeffreys (Oktober 1926 – Oktober 1930)
- Lieutenant-General Reginald J. T. Hildyard (Oktober 1930 – Oktober 1934)
- Major-General Baptist B. Crozier (Oktober 1934 – Dezember 1938)
- Major-General Arthur N. Floyer-Acland (Dezember 1938 – Februar 1940)
- Major-General Arthur E. Percival (Februar – April 1940)
- Major-General Robert Pollok (April 1940 – Februar 1941)
- Major-General Charles Allfrey (Februar 1941 – März 1942)
- Major-General G. Ivor Thomas (März 1942 – September 1945)
- Major-General George W. E. J. Erskine (September 1945 – ?)
- Major-General John B. Churcher (? 1945 – März 1946)
- Major-General George W. Symes (März 1946 – Dezember 1948)
- Major-General C. F. Charles Coleman (Januar 1949 – September 1951)
- Major-General Cecil L. Firbank (September 1951 – September 1954)
- Major-General Eric K. G. Sixsmith (September 1954 – Oktober 1957)
- Major-General Hugh A. Borradaile (Oktober 1957 – Februar 1960)
- Major-General John H. Cubbon (Februar 1960 – Februar 1963)